# Tomáš Digaňa
Tomáš Digaňa (* 14. května 1997, Dubnica nad Váhom) je slovenský fotbalový brankář, od roku 2022 chytá za Sigmu Olomouc.

## Klubová kariéra

### FK Dubnica nad Váhom
Digaňa fotbalově vyrostl v Dubnici n.V., ze které i pochází. Za A-tým si připsal první start dne 21. července 2018, proti FK Poprad. Dubnica tento zápas prohrála 1:2. S týmem zvládl ovládnout 2. slovenskou ligu v pandemií covidu zkrácené sezoně 2019/20. V baráži však podlehli Nitře a postupu se nedočkal.

### SFC Opava
Dne 2. ledna 2021 přestoupil do SFC. Postupem času se stal brankářskou jedničkou, za Opavu si připsal celkem 43 soutěžních startů. Debut v opavském dresu si připsal 13. února 2021, kdy SFC remizovalo s Příbramí 0:0.

### SK Sigma Olomouc
V létě 2022 podepsal jako volný hráč dvouletou smlouvu v olomoucké Sigmě. Již od přestupu chytá vetšinou za rezervu. V A-týmu si prvoligový start připsal dne 23. září 2023 proti pražským Bohemians, ve kterém Sigma prohrála 3:2.